# Pouteria ridsdalei
Pouteria ridsdalei là một loài thực vật có hoa trong họ Hồng xiêm. Loài này được Vink mô tả khoa học đầu tiên năm 2002.